# (3932) Edshay
(3932) Edshay es un asteroide perteneciente al cinturón de asteroides, descubierto el 27 de septiembre de 1984 por Michael C. Nolan y la astrónoma Carolyn Shoemaker desde el Observatorio del Monte Palomar, Estados Unidos.

## Designación y nombre
Designado provisionalmente como 1984 SC5. Fue nombrado Edshay en honor al profesor estadounidense "Edwin L. Shay".